# Комори (Мазовецьке воєводство)
Комори (пол. Komory) — село в Польщі, у гміні Коритниця Венґровського повіту Мазовецького воєводства.
Населення — 115 осіб (2011).
У 1975—1998 роках село належало до Седлецького воєводства.

## Демографія
Демографічна структура станом на 31 березня 2011 року:
|          | Загалом | Допрацездатний вік | Працездатний вік | Постпрацездатний вік |
| -------- | ------- | ------------------ | ---------------- | -------------------- |
| Чоловіки | 63      | 17                 | 32               | 14                   |
| Жінки    | 52      | 11                 | 22               | 19                   |
| Разом    | 115     | 28                 | 54               | 33                   |